# هاري بريت
هاري بريت هو سياسي أمريكي، ولد في 8 يونيو 1938 في الولايات المتحدة، وتوفي في 24 يونيو 2020 في سان فرانسيسكو في الولايات المتحدة. نشط حزبياً في الحزب الديمقراطي.